# Symphyloxiphus pictus
Symphyloxiphus pictus är en insektsart som först beskrevs av Henri Saussure 1897.  Symphyloxiphus pictus ingår i släktet Symphyloxiphus och familjen syrsor. Inga underarter finns listade i Catalogue of Life.